# Señorío de Aguilar
Las primeras referencias al señorío de Aguilar son de 1257, cuando Poley (antiguo nombre de Aguilar de la Frontera) fue señorializada en favor de Gonzalo Yáñez de Aguilar, trovador y ricohombre portugués que había participado junto a Fernando III de Castilla en la conquista de Sevilla.

## Historia
En la documentación antigua no se citan los lugares que integraban el señorío, aunque se sabe que Monturque se integró en 1277 por concesión de Alfonso X. A pesar de estos privilegios, Gonzalo Yáñez de Aguilar no dudó en apoyar al infante Sancho IV de Castilla en el conflicto dinástico que se planteó en Castilla a raíz de la muerte del infante Fernando de la Cerda.
No obstante, el señor de Aguilar salió reforzado de la contienda, y cuando Sancho accedió al trono, otorgó al heredero y homónimo de Gonzalo Yáñez pendón y caldera, equiparándole con la alta nobleza, lo cual contribuyó a mejorar ostensiblemente el prestigio del linaje.
En 1333, el tercer señor de Aguilar se rebeló contra Alfonso XI de Castilla aliándose con el rey de Granada y luchando contra los castellanos desde sus castillos de Aguilar, Montilla, Monturque y Castillo Anzur. No se conoce la duración de esta rebeldía, volviendo después de unos años al bando castellano y participando en la Batalla del Salado en 1340 y en el Cerco de Algeciras, donde contrajo una enfermedad que le acarrearía la muerte en febrero de 1343, aunque anteriormente había otorgado testamento en favor de su hijo Tello González de Aguilar, contemplando la posibilidad de que el señorío pasase a su hermano Fernando, como ocurrió finalmente, según la Crónica de Alfonso Onceno. Fernando falleció alrededor de septiembre de 1343 y, con su muerte, sin sucesión legítima, se extingue el primer linaje de Aguilar.
Los dominios de este estado eran apetecidos por dos firmes candidatos: Alfonso Fernández Coronel y Bernat de Cabrera, ambos parientes de los últimos titulares del señorío. Bernat de Cabrera, primo de los últimos titulares, obtuvo el señorío de Aguilar en 1343 pero lo disfruto poco tiempo ya que el rey Alfonso XI le entregó Puebla de Alcocer, Herrera y Alcocerejo, villas en Extremadura, a cambio de Aguilar con el fin de evitar las disputas entre este y Alfonso Fernández Coronel por la posesión del señorío que revirtió a la corona y Alfonso XI posteriormente lo entregó a su amante, Leonor de Guzmán.
En el primer año del reinado de Pedro I de Castilla el señorío fue donado a Alfonso Fernández Coronel, quien posteriormente se desnaturalizó y empezó a guerrear contra el propio rey y contra toda la comarca causando importantes estragos y creando una peligrosa situación en esta zona de la frontera. Pedro I se vio obligado a acudir personalmente a cercar la villa en enero de 1352, cuya rendición se produjo al año siguiente siendo destruidas sus murallas y castillo. Alfonso Fernández Coronel fue apresado y decapitado en 1353. Parece ser que finalmente el rey decidió mantenerla en realengo, jurando no entregarla nunca ni en señorío ni en abadengo. La villa de Monturque pasó a formar un señorío propio en 1357, el señorío de Monturque, por donación del rey a su fiel partidario, Martín López de Córdoba. 
Aguilar pasó a llamarse Monreal y fue villa de realengo hasta que el 30 de julio de 1370 fue entregada por Enrique II a Gonzalo Fernández de Córdoba, señor de Cañete de las Torres, restaurando el patrimonio de la antigua Casa de Aguilar: Montilla (en 1375), Monturque (en 1377), Castillo Anzur y La Puente de Don Gonzalo, dando así inicio al linaje de los Fernández de Córdoba, señores de Aguilar.

## Señores de Aguilar (desde 1257 a 1353)
- I. Gonzalo Yáñez de Aguilar (m. ca. 1283)[5][1] Heredó el señorío su hijo y de su esposa Berenguela de Cardona.[6]

- II. Gonzalo Yáñez de Aguilar.[1][6]

- III. Gonzalo Yáñez de Aguilar (m. febrero de 1343),[1] (hijo del anterior y de María González de Meneses, también llamada María González Raposo, hija de Gonzalo Ibáñez de Meneses y de Urraca Fernández de Lima y bisnieta de Alfonso Téllez de Meneses)[7] Falleció en 1343 y le sucedió su hermano.[1]

- IV. Fernando González de Aguilar (m. septiembre de 1343)[1]

## Señores de Aguilar (a partir de 1370)
- I.  Gonzalo Fernández de Córdoba y Ruiz de Biedma, fallecido entre 1383/1384[8] o en 1385 en la batalla de Aljubarrota,[9]  fue  III señor de Cañete de las Torres, I señor de Aguilar y de Priego, por concesión del rey Enrique II de Castilla. Era hijo de Fernando Alfonso de Córdoba –alcalde y alguacil mayor de la ciudad de Córdoba, cargos que también ejerció Gonzalo– y de su segunda esposa María Ruiz de Biedma y nieto de Alfonso Fernández de Córdoba.[8] Se casó con María García[9] y tuvo varios hijos.  El primogénito, Pedro Fernández de Córdoba falleció antes que su padre en 1379 y, por consiguiente, heredó el mayorazgo y estados el hijo segundogénito.[8]

- II. Alfonso Fernández de Córdoba  (m. 1424) II señor de Priego y Aguilar, alcalde de Alcalá la Real. Se casó con una hija de Egas Venegas. El hijo primogénito, llamado Gonzalo falleció antes que su padre y aunque tuvo un hijo legítimo, llamado Alfonso y apodado «El desheredado de Aguilar» que hubiera heredado el señorío, su abuelo, el primer señor de Aguilar, nombró como heredero al hijo segundo del II señor de Aguilar que heredó los estados.[8]

- III. Pedro Fernández de Córdoba y Venegas (m. 1424),[10] III señor de Priego y Aguilar. En 1422 tomó posesión de los señoríos de su padre pero falleció dos años después cerca de Moclín, seis meses antes que su padre.[11] Contrajo matrimonio con Leonor de Arellano[11] de quien tuvo varios hijos, entre ellos al que sería el IV señor de Aguilar, que era un niño de corta edad, después de ganar un pleito en 1439 a su primo Alfonso «El desheredado de Aguilar» que había vuelto a reclamar el señorío.[11]

- IV. Alfonso Fernández de Córdoba y Arellano (ca. 1420-1441) IV señor de Priego y de Aguilar.[11] Su madre, Leonor de Arellano, gobernó el señorío durante la minoría de edad del IV señor de Aguilar. Falleció con 21 años y le sucedió su hermano que tenía 17 años cuando heredó la Casa.[11]

- V. Pedro Fernández de Córdoba y Arellano (ca. 1423-marzo de 1455), V señor de Priego y Aguilar, fue alcalde mayor de Córdoba y de Teba.[11] Se casó con Elvira de Herrera, hija de Pedro Núñez de Herrera, señor de Pedraza, y de su esposa Blanca Enríquez, hija del almirante  de Castilla Alonso Enríquez.[12] y le sucedió su hijo primogénito. Fue padre asimismo de Gonzalo Fernández de Córdoba, el Gran Capitán, y de Leonor de Arellano y Fernández de Córdoba, desposada con Diego Fernández de Córdoba.

- VI. Alfonso Fernández de Córdoba y Herrera, más conocido como Alonso de Aguilar (ca. 1447-1501) VI señor de Priego y Aguilar, sucedió a su padre con ocho años de edad.[11] El infante Alfonso lo nombró virrey de Andalucía y fue alcalde mayor de Córdoba y de Antequera. Participó en varias contiendas contra los musulmanes y murió junto al capitán general de artillería Francisco Ramírez de Madrid en Sierra Bermeja intentando sofocar la rebelión de las Alpujarras de 1499. Gobernó el señorío durante unos cincuenta años y fue considerado «el personaje más poderoso que conoció la historia de Córdoba durante la Baja Edad Media».[13]  Contrajo matrimonio con Catalina Pacheco, hija de Juan Pacheco, I marqués de Villena.[14] Le sucedió su hijo.

- VII. Pedro Fernández de Córdoba y Pacheco (m. 1517) I marqués de Priego

A partir de aquí el linaje continúa en el marquesado de Priego y el marquesado de Montalbán, hoy de la casa de Medinaceli.